# Lautaro López (futbolista)
Lautaro López (Buenos Aires, 30 de marzo de 2005) es un futbolista argentino. Juega como mediocampista en el Montevideo City Torque, de la Primera División Profesional de Uruguay.

## Trayectoria

### Vélez Sarsfield
Llegó a Vélez a los 6 años a jugar en las inferiores del club. Firmó su primer contrato profesional en julio de 2022.

### Defensa y Justicia
En septiembre de 2023, llegó a Defensa y Justicia a préstamo.
Debutó profesionalmente en la primera división del club el 3 de septiembre de 2023.
En total jugó cinco partidos en la primera del Halcón.

### Montevideo City Torque
En febrero del 2024 el mediocampista fue vendido al City Group en 2.7 millones de euros por el 90% del pase.
Comenzó a jugar en el City Torque ese mismo mes, en los octavos de final de la Copa AUF Uruguay.

## Selección nacional
En julio de 2022 con 17 años fue  convocado por Javier Mascherano a la selección de fútbol sub-20 de Argentina, para disputar el torneo de L'Alcudia 2022 en el cual se consagro campeón.
En agosto de 2024 fue convocado por Javier Mascherano a la selección de fútbol sub-20 de Argentina, para disputar amistosos internacionales.
En junio de 2025 fue convocado por Diego Placente a la selección de fútbol sub-20 de Argentina, para disputar amistosos internacionales.

## Estadísticas

### Clubes
Actualizado al último partido disputado el 7 de septiembre de 2024.
| Club                             | Div.                | Temporada           | Liga | Liga | Copa Nacional | Copa Nacional | Copa Internacional | Copa Internacional | Total | Total |
| Club                             | Div.                | Temporada           | PJ   | G    | PJ            | G             | PJ                 | G                  | PJ    | G     |
| -------------------------------- | ------------------- | ------------------- | ---- | ---- | ------------- | ------------- | ------------------ | ------------------ | ----- | ----- |
| Defensa y Justicia Argentina     |                     |                     |      |      |               |               |                    |                    |       |       |
| 1.ª                              | 2023                | 0                   | 0    | 5    | 0             | -             | -                  | 5                  | 0     |       |
| Total                            | Total               | 0                   | 0    | 5    | 0             | -             | -                  | 5                  | 0     |       |
| Montevideo City Torque · Uruguay |                     |                     |      |      |               |               |                    |                    |       |       |
| 2.ª                              | 2024                | 19                  | 0    | 4    | 0             | -             | -                  | 23                 | 0     |       |
| Total                            | Total               | 19                  | 0    | 4    | 0             | -             | -                  | 23                 | 0     |       |
| Total en su carrera              | Total en su carrera | Total en su carrera | 19   | 0    | 9             | 0             | -                  | -                  | 28    | 0     |